# Myrmelachista schumanni
Myrmelachista schumanni (лат.) — вид мелких по размеру древесных муравьёв из подсемейства формицины (Formicinae), известный как создатель амазонских «садов дьявола».

## Описание
Мелкие (2—3 мм) жёлтоватые муравьи. Гнездятся в полых стеблях тропических деревьев Duroia hirsuta (семейство Мареновые), с которыми они образуют симбиотическую связь и их охраняют, а остальные растения уничтожают, что приводит к образованию своеобразных «садов дьявола». Ранее их образование приписывали лесному духу или демону Чуятаки (Chuyathaqi). В 2005 году биологи из Стэнфордского университета установили, что появление «садов дьявола» обусловлено именно симбиозом Duroia hirsuta с муравьями. Как показали опыты с высаживанием соперничающих растений в «Садах дьявола», рабочие муравьи вида Myrmelachista schumanni («лимонные муравьи», называемые также «муравьями садов дьявола») убивают зелёные ростки иных видов, чем Duroia hirsuta, впрыскивая в их листья муравьиную кислоту, как гербицид. В результате их деревья свободно разрастаются без конкуренции и поэтому площадь таких «садов» увеличивается примерно на 0,7 % в год.
В крупных колониях, занимающих один «сад», бывает до 3.000.000 рабочих особей муравьёв и 15.000 маток. Наибольший из известных «Садов дьявола», насчитывающий 328 деревьев, имеет, по оценкам биологов, возраст около 800 лет.

## Распространение
Неотропика.

## Систематика
Вид относится к трибе Plagiolepidini (иногда к Lasiini или Myrmelachistini) и подсемейству формицины (Formicinae).
Выделяют несколько подвидов:
- Myrmelachista schumanni Emery, 1890
  - Myrmelachista schumanni cordincola Wheeler, 1934
  - Myrmelachista schumanni schumanni Emery, 1890